# Shawn Hatosy
Shawn Wayne Hatosy (Frederick, Maryland, 29 de desembre de 1975) és un actor estatunidenc conegut per les seves aparicions a Enemics públics i The Faculty. Des del 2016 interpreta un dels personatges principals de la sèrie Animal Kingdom.

## Biografia

### Vida personal
Hatosy nasqué al si d'una família d'ascendència hongaro-gal·lesa i es crià al barri de Loch Haven a Ijamsville, Maryland. Estudià als instituts New Market i Linganore. Actualment viu a Los Angeles, està casat i té tres fills.

### Carrera cinematogràfica
Dos dels seus treballs més notables foren el 2009 amb Enemics públics i Bad Lieutenant: Port of Call New Orleans, on actuà amb Johnny Depp i Christian Bale a la primera i amb Nicolas Cage a la segona. El 2013 participà a Reckless.
Entre la seva filmografia més destacada hi ha pel·lícules com Soldier's Girl, The Faculty, In & Out, The Cooler, Outside Providence, John Q i Alpha Dog.
També ha estat un actor habitual a sèries de televisió com CSI: Crime Scene Investigation, The Twilight Zone, Felicity, Law & Order, Numb3rs, My Name is Earl i Hawaii Five-O.

## Filmografia
| Any  | Títol                                        | Personatge            | Observacions   |
| ---- | -------------------------------------------- | --------------------- | -------------- |
| 1995 | Home for the Holidays                        | Counter Boy           |                |
| 1996 | No Way Home                                  | Sean                  |                |
| 1997 | Over Me                                      | Gus                   |                |
| 1997 | Inventing the Abbotts                        | Victor                |                |
| 1997 | Niagara, Niagara                             | Punk de l'institut    |                |
| 1997 | In & Out                                     | Jack                  |                |
| 1997 | El missatger del futur                       | Billy                 |                |
| 1998 | The Faculty                                  | Stan Rosado           |                |
| 1999 | The Joyriders                                | Cam                   |                |
| 1999 | Outside Providence                           | Tim Dunphy            |                |
| 1999 | Simpatico                                    | Vinnie (jove)         |                |
| 1999 | Anywhere But Here                            | Benny                 |                |
| 2000 | Down to You                                  | Eddie Hicks           |                |
| 2000 | Borstal Boy                                  | Brendan Behan         |                |
| 2001 | Tangled                                      | David Klein           |                |
| 2002 | John Q                                       | Mitch Quigley         |                |
| 2003 | A Guy Thing                                  | Jim                   |                |
| 2003 | The Cooler                                   | Mikey                 |                |
| 2003 | 11:14                                        | Duffy                 |                |
| 2003 | Dallas 362                                   | Rusty                 |                |
| 2005 | Swimmers                                     | Clyde Tyler           |                |
| 2005 | Little Athens                                | Carter                |                |
| 2006 | Alpha Dog                                    | Elvis Schmidt         |                |
| 2006 | Factory Girl                                 | Syd Pepperman         |                |
| 2007 | Nobel Son                                    | Thaddeus James        |                |
| 2008 | Familiar Strangers                           | Brian Worthington     |                |
| 2008 | The Lazarus Project                          | Ricky Garvey          |                |
| 2009 | Enemics públics                              | Agent John Madala     |                |
| 2009 | The Bad Lieutenant: Port of Call New Orleans | Armand Benoit         |                |
| 2011 | Street Kings 2: Motor City                   | Detectiu Dan Sullivan | Vídeo          |
| 2015 | Fear the Walking Dead                        | Andrew Adams          | 1x04-1x05-1x06 |